# Docks Bruxsel
Docks Bruxsel is een winkel- en ontspanningscomplex in Brussel in de buurt van de Van Praetbrug. Het project van de Groep Mestdagh voorziet een complex naast het kanaal ten westen van de Van Praetbrug op een oude industriezone ('brownfield'). De werknaam van het project was 'Just Under The Sky' en werd op 17 oktober 2013 gewijzigd in 'Docks Bruxsel'.
Op 20 oktober 2016 werd Docks Bruxsel officieel voor het publiek geopend, met meer dan 110 winkels, een in- en outdoor food district, een VIP-cinema (White Cinema), een indoor avonturenpark (Koezio) en een evenementenhal.
In mei 2018 werd bekendgemaakt dat eigenaar Equilis het Docks Bruxsel-complex heeft verkocht aan de Europese vastgoedspecialist Portus Retail en de Canadese mede-investeerder Alberta Investment Management Corporation (AIMCo).

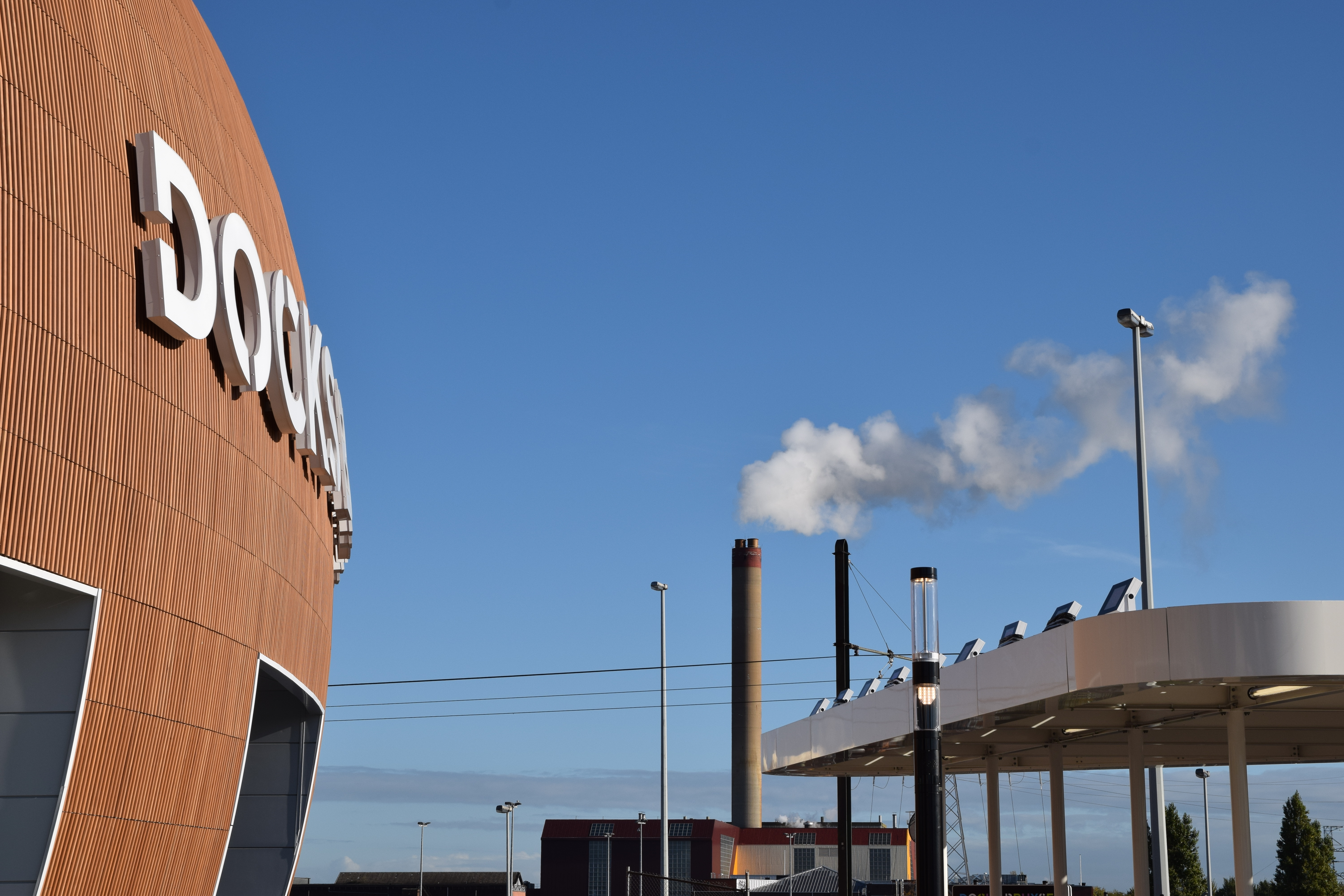
Het winkelcentrum kort na de opening

## Tegenstanders
Het Neutraal Syndicaat voor Zelfstandigen vreest een verloedering van de winkelmogelijkheden in de buurt van het megashoppingcentrum. Het bezwaar richt zich vooral op het feit dat er drie nieuwe winkelcentra bij zouden komen in een straal van nog geen 10 kilometer. Naast Docks zijn er immers ook vergevorderde plannen voor het NEO-project en UPlace. Uit onderzoek dat NSZ afnam bij 863 kleinhandelaars uit Vlaams-Brabant en Brussel blijkt dat 77 procent gekant is tegen de komst van Just under the Sky, Neo en Uplace.

## Vergunningen
Op 7 januari 2013 beschikte bouwpromotor Equilis over alle nodige vergunningen om de bouw te starten. In de lente van 2013 werd effectief gestart met de sloop van de oude Godin-fabriek en de bouw van het nieuwe complex.

## Openbaar vervoer
Een van de voorwaarden die aan de milieuvergunning werden verbonden was dat een groot deel van de bezoekers met het openbaar vervoer zou komen. Hiertoe zal onder andere een nieuwe tangentiële tramlijn aangelegd worden die het UZ Jette, via de kanaalzone en Docks Bruxsel, met Schaarbeek-Vorming of de nationale luchthaven zal verbinden. Er werd ook een strikt maximum aantal parkeerplaatsen voorzien. 
Sinds de opening heeft Docks Bruxsel heeft een eigen MIVB tram- en bushalte (sinds 2024 tram 7, tram 10, tram 35 en bus 58) en halte 'Van Praet' van bus 47 en 57 liggen op een circa 100 meter van de ingang van het complex. Er zijn 200 plaatsen voor fietsen en er is een groot Villo!-station. Van 1 mei tot 31 oktober stopt ook de Waterbus aan de Van Praetbrug, op enkele minuten wandelafstand van Docks Bruxsel.

## Concurrerende projecten
Tegelijk zijn andere projecten in de buurt, op Brussels en Vlaams grondgebied, gepland. Zo is zowel het winkelcentrum Uplace aan de Woluwelaan in Machelen, als de handelswijk van het NEO project op de Heizel gepland.

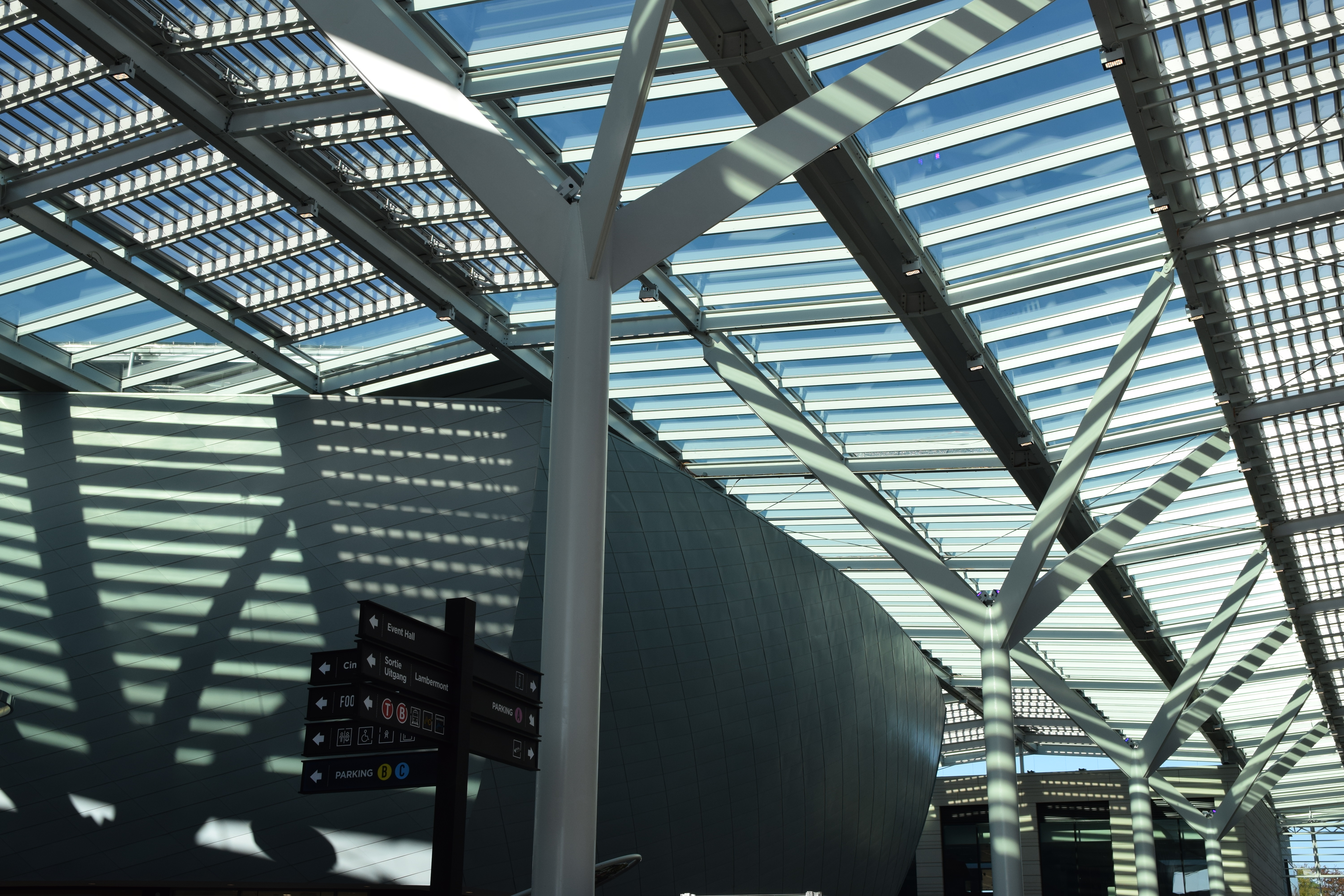
Fotogeniek dak van het gloednieuwe winkelcentrum
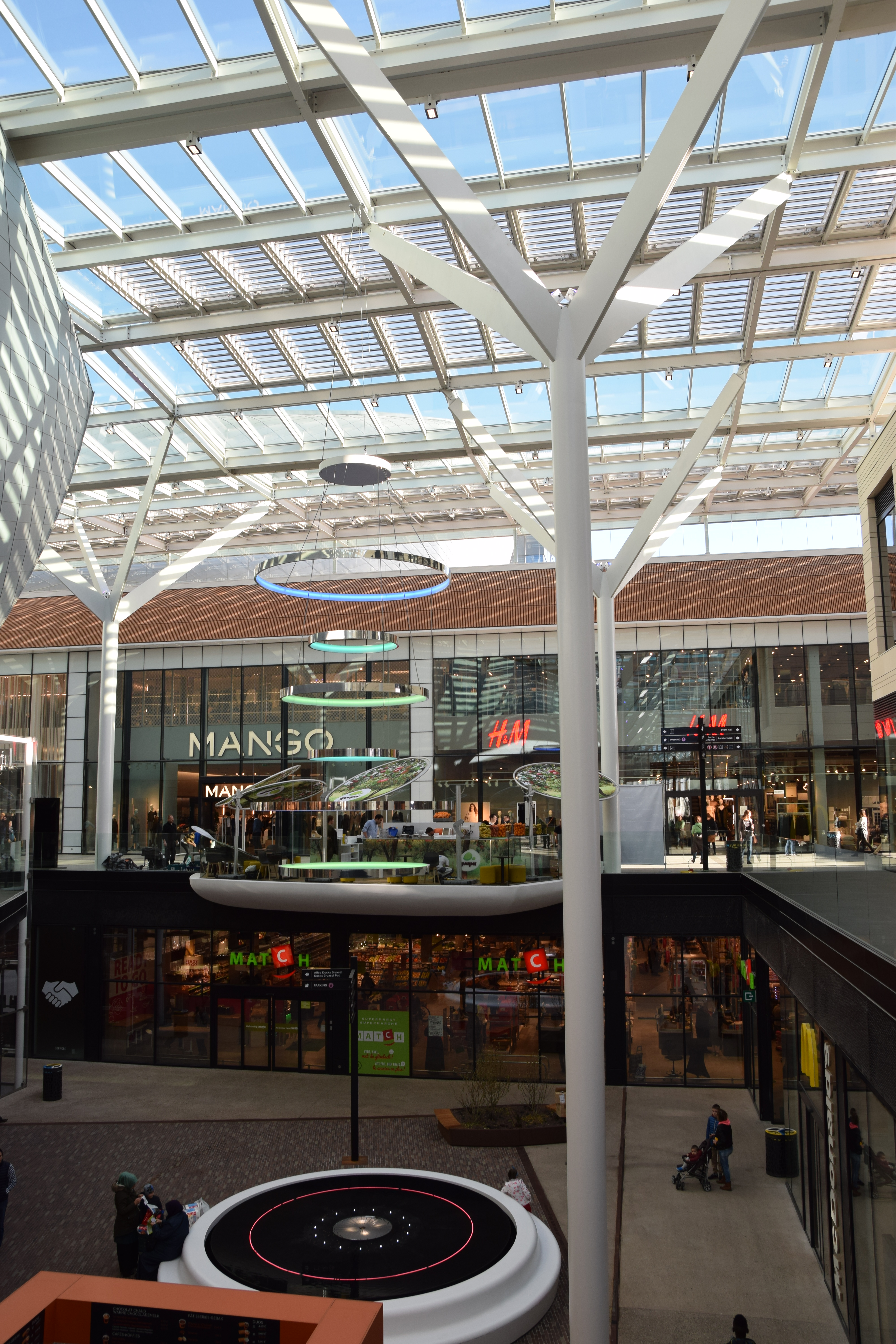
Overdekte binnenplaats
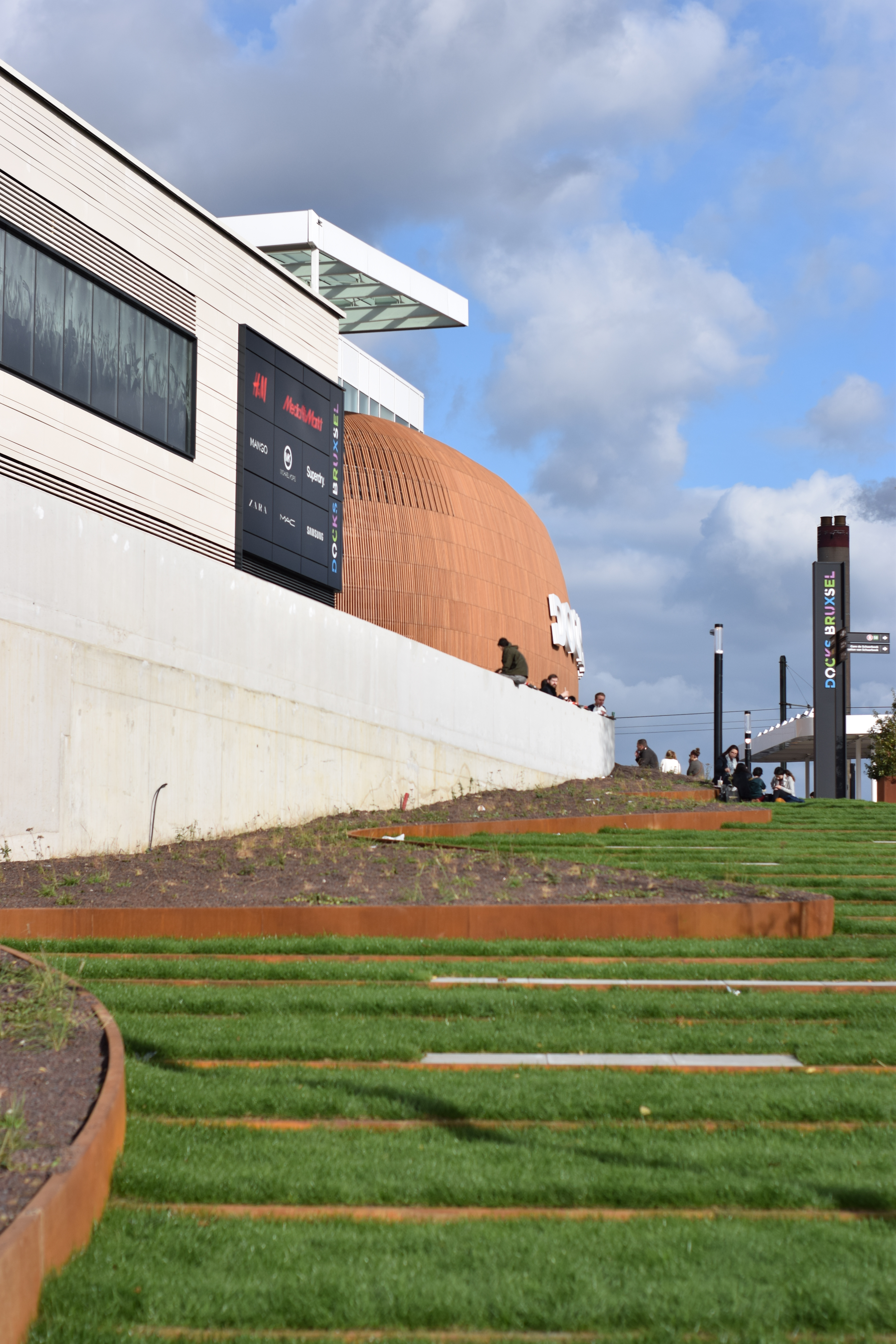
Docks aan de buitenkant